# Palacio de Deportes de la Comunidad de Madrid
O Palácio de Deportes de la Comunidad de Madrid chamado desde 1 de setembro de 2014 de WiZink Center por razões de naming rights é uma arena multi-uso localizado em Madrid, Espanha com capacidade de 13 000 espectadores para partidas de basquete, 14 000 para partidas de Handebol e 15 000 para concertos.
Foi inaugurado em 1960, sendo completamente destruído por um incendio em 2001 ficando fechado de 2002 a 2005 quando foi finalmente reinaugurado recebendo diversos eventos.
Em 2007 sediou a final do Eurobasket, em 2008 recebeu o último show da banda mexicana RBD (Tour del Adiós), que marcou a separação do sexteto, e também o Final Four da Euroliga e foi sede de 3 Copas do Rei (2006, 2009 e 2011). Antes da reforma, o Palacio de Deportes sediou a final do Mundial Masculino de Basquete de 1986 e em 2014 sediou novamente a final do mundial.

## Eventos

### Anos 90
| - 1961: I Jazz World Music Festival - 1974: Ballet Krasnolarsk - 1979: Bee Gees - 1979: Queen - 1985: Sting - 1986: Elton John (Ice on Fire Tour) | - 1989: Paul McCartney (The Paul McCartney World Tour) - 1990: Phil Collins (Seriously, Live! World Tour) - 1990: Luciano Pavarotti - 1991: Gloria Estefan (Into the Light World Tour) - 1992: Nirvana | - 1993: Whitney Houston (The Bodyguard World Tour) - 1994: Nirvana - 1997: Backstreet Boys (Backstreet's Back Tour) - 1997: Laura Pausini (World Wide Tour 1997) - 1998: Spice Girls (Spiceworld: The Tour) - 1998: Mónica Naranjo (Palabra de mujer Tour) |

### Anos 2000
| - 2000: Enrique Iglesias - 2000: AC/DC (Stiff Upper Lip World Tour) - 2000: Mónica Naranjo (Minage Tour) - 2000: Mariah Carey (Rainbow World Tour) - 2003: Shakira (Tour of the Mongoose) - 2004: Anastacia (Live at Last Tour) - 2005: Queen + Paul Rodgers - 2005: Oasis (Don't Believe the Truth Tour) - 2005: Bruce Springsteen (Devils & Dust Tour) - 2006: The Who (The Who Tour 2006–2007) - 2006: Muse (Black Holes and Revelations Tour) - 2006: Pearl Jam (Pearl Jam 2006 World Tour) - 2007: Luis Miguel (Mexico En La Piel Tour) - 2007: Beyoncé (The Beyoncé Experience) | - 2007: Marilyn Manson - 2007: Bruce Springsteen (Magic Tour) - 2007: The Who (The Who Tour 2006–2007) - 2007: 50 Cent - 2007: Pet Shop Boys (Fundamental Tour) - 2008: Alicia Keys (The Freedom Tour) - 2008: Backstreet Boys (Unbreakable Tour) - 2008: Kylie Minogue (KylieX2008) - 2008: Marea - 2008: RBD (Empezar Desde Cero Tour e Tour del Adiós) - 2008: Coldplay (Viva la Vida Tour) - 2008: Enrique Bunbury - 2008: Premios Los 40 Principales | - 2008: Mónica Naranjo (Tarántula Tour) - 2009: The Killers (Day & Age World Tour) - 2009: AC/DC (Black Ice World Tour) - 2009: Oasis (Dig Out Your Soul Tour) - 2009: Il Divo - 2009: Beyoncé (I Am... Tour) - 2009: The Jonas Brothers (Jonas Brothers World Tour 2009) - 2009: Slipknot (All Hope Is Gone World Tour) - 2009: Metallica (World Magnetic Tour) - 2009: Laura Pausini (World Tour 09) - 2009: Green Day (21st Century Breakdown World Tour) - 2009: Katy Perry (Hello Katy Tour) |

### Anos 2010
| - 2010: Tokio Hotel - 2010: KISS (Sonic Boom Over Europe Tour) - 2010: Shakira (The Sun Comes Out World Tour) - 2010: Lady Gaga (The Monster Ball Tour) - 2011: Taylor Swift (Speak Now World Tour) | - 2011: Roger Waters (The Wall Live) - 2011: Foo Fighters (Wasting Light World Tour) - 2011: Justin Bieber (My World Tour) - 2011: Rihanna (Loud Tour) | - 2012: Laura Pausini (Inedito World Tour) - 2012: Luis Miguel (Luis Miguel Tour) - 2012: Jennifer Lopez (Dance Again World Tour) - 2012: Muse (The 2nd Law Tour) - 2012: Michael Jackson: The Immortal World Tour - 2012: Arctic Monkeys (Suck It and See tour) - 2014: Miley Cyrus (Bangerz Tour) - 2014: Kylie Minogue (Kiss Me Once Tour) - 2018: Shakira (El Dorado World Tour) |

### Anos 2020
| - 2025: Aurora (What Happened to the Earth?) |

## Ligações Externas
- Site Oficial